# スマート・ロードスター
スマート・ロードスター (GH-452)とは、スマートが製造・販売をしていたスポーツカーである。

## 概要
スマートコンセプト（コンパクトな寸法、運転の楽しさと革新的なコンセプト）を持つ車種として計画され、フォーツーをベースにさらに個性的なオープンカーとして開発された。1950年代から60年代にかけての古典的なイギリスのオープンスポーツがモチーフとなっている。
1999年のフランクフルトショーで初公開。この時展示されたモデルは開発開始から僅か3か月で制作されたものだったが、既存のシティ・クーペをベースとしたため駆動系開発の必要がなく、既に走行が可能な状態であった。この展示車は好評を博し、スマートはすぐに製品化を決定。翌2000年のパリサロンでも展示され、2002年8月にベルリンで市販モデルが一般公開された。
2003年4月11日に発売。販売価格はロードスターが18,610ユーロ、ロードスタークーペが20,240ユーロであった。最高出力は60kw（82ps）だったが、2003年5月26日に45kw（62ps）の廉価グレードが14,990ユーロで発売された。全車ともフランス・ハンバッハのスマートヴィル工場で生産された。
日本では2003年9月に発売、販売価格は255万円だった。
その他、最高出力74kw（101ps）を発揮する上級グレードの「ブラバス」も設定され、価格がロードスターが24,950ユーロ、ロードスタークーペは26,570ユーロであった。
2005年11月、生産を停止し、すでに生産しているモデルのみの販売となった。

## メカニズム

### バリエーション
ロードスターとロードスタークーペの2種類のボディタイプが製造されたが、いずれも外寸は同じで、リアのトランク部分以外は共通品であった。ロードスターはノッチバック、ロードスタークーペにはガラスのリアハッチ（ガラスドーム）が与えられ、収納スペースが拡大されていた。ロードスタークーペのリアハッチのサイドウィンドウはポリカーボネート製となっており、トランクの容積はノッチバックのロードスターの86リットルに対し189リットルに増加。ソフトトップを格納した場合の容量はロードスターでは45リットル、ロードスタークーペでは104リットルに減少した。フロントフードの下にはどちらのバージョンにも59リットルのトランクスペースが確保されていた。リア形状の相違によりロードスターの重量は790 kg、ロードスタークーペの重量は810 kg（空車時の重量）となった。ロードスタークーペはリア形状の関係でcd値は0.38となっており、ロードスター（cd値0.41）と比較して優れた空気抵抗係数を持っていた。これにより最高速度も異なり、同じエンジン出力にかかわらず、ロードスタークーペは180km/h、ロードスター175km/h となった。
シャーシはスマートブランドの他のモデルと同様に「トリディオンセーフティセル」を採用。セルの重量は192kgで超高張力鋼板（超ハイテン鋼）が用いられており、高い衝突安全性を確保している。
フェンダーとドア外板、フロントフードとテールゲート、およびその他のフロントとリアのエリアはFRPで構成されている。このFRPはポリアミド＆ポリカーボネートのSMC成形で造られており、鋼板よりも大幅に軽量で、簡単に交換が可能である。

カラーバリエーションは、「ジャックブラック」「シャインイエロー」「スパイスレッド」「シャンパンリミックスメタリック」「スターブルーメタリック」「グランスグレイメタリック」の6色。セル本体はシルバーまたはブラックでのみ塗装されているため、色の異なるボディパネルを使用することで1台のうちに異なるボディカラーを取り入れることも可能である。

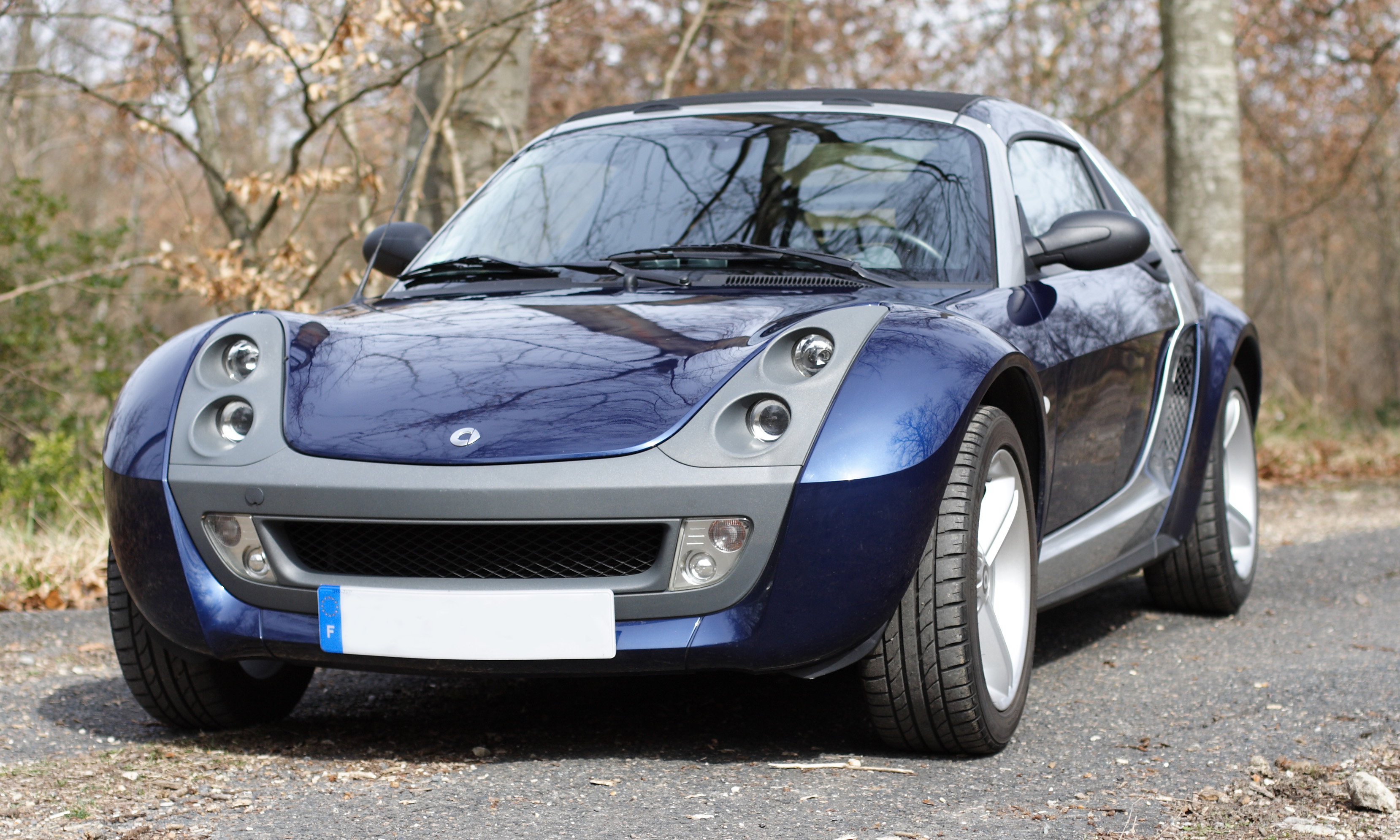
クーペ フロント
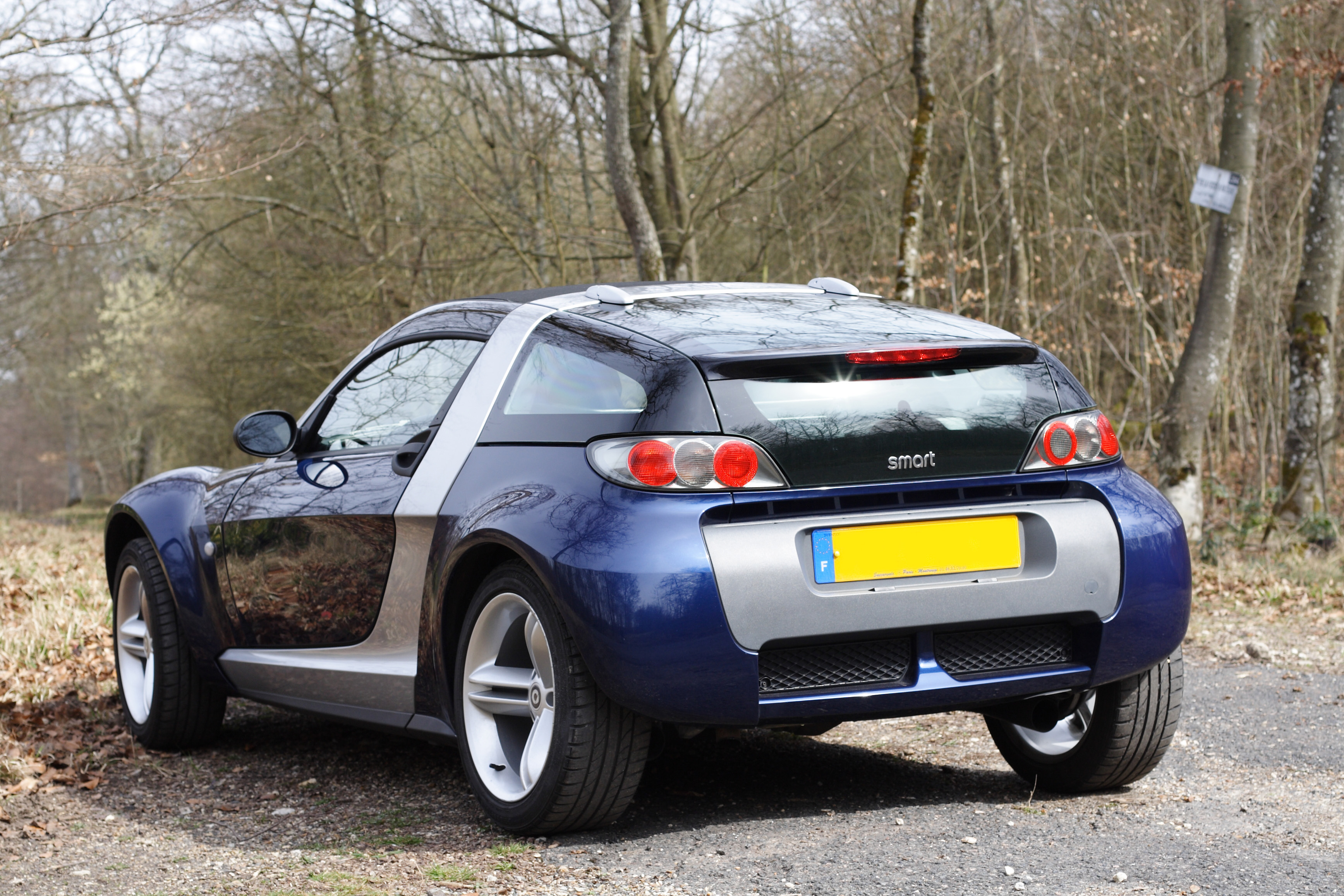
クーペ リア
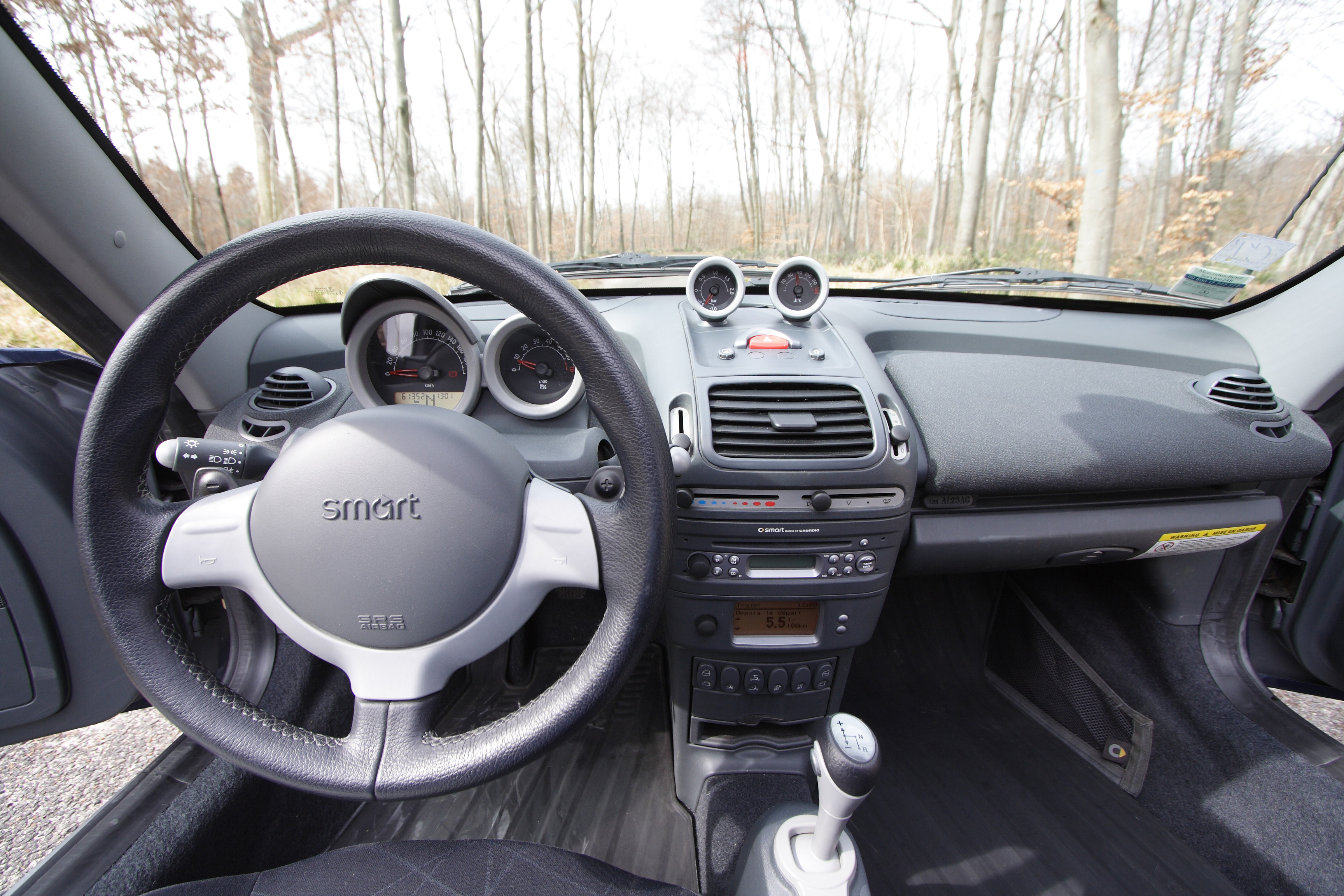
インテリア

## エンジン
ターボチャージャーと空冷式インタークーラーを備えた698cc 直列3気筒エンジンを搭載。フォーツーのエンジンブロックをベースにしており、ユーロ4排出ガス基準をクリアしている。出力は45kw（61ps）、60kw（82ps）、74kw（101ps）の3つのバージョンが存在し、パフォーマンスの向上に合わせ一部異なったコンポーネンツ（ターボチャージャー、クラッチ、冷却装置等など）が装着されていた。
ロードスターには45kwまたは60kwのエンジンが搭載され、ロードスタークーペは60kwエンジンのみが選択できた。しかし、ロードスタークーペのプレシリーズモデル（25台のみの生産）には45kwエンジンが搭載された。スマートはロードスタークーペの廉価バージョンを市場投入する予定であったが、これは残念ながら生産中止となり実現はしなかった。前述のロードスタークーペのプレシリーズモデルは公式には販売されておらず、主にスマートの従業員によって購入された。
74kw（101ps）エンジンはブラバスグレードのロードスターおよびロードスタークーペ専用に設定され出力アップに対応するため水冷式のインタークーラー、専用のカムシャフト、ターボチャージャー等が装着されていた。